# Ronan Farrow
Satchel Ronan O'Sullivan Farrow (New York, 19 dicembre 1987) è un giornalista, attivista e politico statunitense. 
Farrow è noto soprattutto per aver scritto gli articoli per il New Yorker che hanno contribuito a sollevare gli scandali sessuali legati a Harvey Weinstein. I suoi articoli sono valsi al The New Yorker e al New York Times il Premio Pulitzer per il miglior giornalismo di pubblico servizio nel 2018.

## Biografia
Ronan Farrow è nato a New York ed è figlio del regista Woody Allen e dell'attrice Mia Farrow. Deve il suo nome completo, Satchel Ronan O'Sullivan Farrow, al giocatore di baseball Satchel Paige e all'attrice Maureen O'Sullivan, sua nonna materna.
Ragazzo prodigio, Farrow si è laureato in Filosofia al Bard College all'età di quindici anni, prima di ottenere il Juris Doctor dall'Università Yale nel 2009. Successivamente ha conseguito anche un dottorato di ricerca al Magdalen College dell'Università di Oxford nel 2018.
Dopo aver lavorato per l'UNICEF dal 2001 al 2009, si è unito all'amministrazione Obama come consulente speciale per gli affari umanitari in relazione con l'Afghanistan e il Pakistan. Nel 2011 fu invece nominato dal Segretario di Stato Hilary Clinton consulente speciale per gli affari legati alla gioventù globale. Nel 2012 ha lasciato l'attività politica per il giornalismo e, nel corso degli anni, ha firmato numerosi articoli per The Guardian, Foreign Policy, The Atlantic,  The Wall Street Journal e Los Angeles Times.
Nel 2013 la Penguin Press ha acquistato il suo primo libro, Pandora's Box: How American Military Aid Creates America's Enemies. Nel 2017 il New Yorker ha pubblicato un articolo investigativo di Farrow sulle molestie sessuali perpetrate dal produttore Harvey Weinstein: Farrow stava lavorando al caso dall'anno prima, ma la NBC gli aveva impedito di rivelare le sue scoperte sul The Today Show. Gli articoli del New Yorker, insieme a quelli del New York Times pubblicati cinque giorni prima, vinsero il Premio Pulitzer per il miglior giornalismo di pubblico servizio.
Nel 2018 la rivista Time lo incluse nella lista delle 100 personalità più influenti dell'anno. Il 7 maggio dello stesso anno Farrow pubblicò con Jane Mayer un articolo sul New Yorker in cui rivelavano che il procuratore generale Eric Schneiderman aveva abusato sessualmente di almeno quattro donne. Schneiderman diede le dimissioni poche ore dopo la pubblicazione.
Farrow ha lavorato sporadicamente anche nel cinema e in televisione, doppiando ruoli minori nei film d'animazione giapponesi La collina dei papaveri e Si alza il vento, oltre ad aver interpretato se stesso in un episodio della serie di Netflix Unbreakable Kimmy Schmidt.

## Vita privata
Farrow non ha rapporti con il padre da quando Woody Allen sposò Soon-Yi Previn nel 1997. Nel 2013 Mia Farrow ha dichiarato a Vanity Fair che Ronan potrebbe essere il figlio biologico di Frank Sinatra, un'affermazione che lo stesso Allen, pur ritenendosi a tutti gli effetti suo padre, ha ammesso di non poter escludere completamente. Nancy Sinatra, figlia del cantante, ha invece negato categoricamente, sostenendo che il padre avesse fatto una vasectomia due anni prima della nascita di Ronan.
Nel 2018 Farrow ha dichiarato di essere gay e di avere una relazione con Jon Lovett, ex speech-writer di Obama, dal 2011. La coppia si è fidanzata nel 2019.